# 金井政人
金井 政人 （かない まさと、1985年5月3日 - ）は、日本の音楽家である。BIGMAMAのボーカル・ギター担当。東京都出身（長野県生まれ）。

## 来歴・人物
小学生の頃はJ-POPを聴いていた。中学生の頃には、Hi-STANDARD、BRAHMAN、MONGOL800などインディーズの音楽を少し聴くようになった。高校入学以降は洋楽にハマっていた時期があり、イエローカードのコピーバンドを始めた。
高校1年次の時にTOTALFATの学祭ライブを観たことを機に楽器を始め、高校2年次にリアド偉武、柿沼広也を含むメンバー4人でバンド活動を始める。
東京都・八王子にてBIGMAMAを結成。
BIGMAMAとしてはボーカル、ギター、大半の楽曲の作詞と作曲を担当している。BIGMAMA以外での活動では他アーティストへ楽曲提供したり、様々なイベントに出演している。
日本語の歌詞の書き方や世界観においては、BUMP OF CHICKENの藤原基央の影響を受けたと述べている。
浅野いにおの漫画が好きである。「ダイアモンドリング」の想像力たくましい歌詞から「妄想王子」と称される。「王子」というあだ名の由来でもある。
UNISON SQUARE GARDENのボーカル・斎藤宏介は親友。
［ALEXANDROS］のボーカル・川上洋平のあだ名「ようぺいん」は金井が名付けた。
2019年5月12日に、BIGMAMAのライブ「mummy’s day」のZepp Tokyo公演にて書き下ろしショートエッセイ本「涙は急に止まれない」を限定発売した。

## 楽曲提供
| アーティスト名                         | 発売日         | 収録作品                                                                            | 曲名                                       | 作詞＆作曲                                                                   |
| -------------------------------------- | -------------- | ----------------------------------------------------------------------------------- | ------------------------------------------ | ---------------------------------------------------------------------------- |
| Kylee                                  | 2011年10月05日 | CRAZY FOR YOU                                                                       | C/W：過去（あのこ）を忘れる魔法            | 作詞：Masato Kanai                                                           |
| LiSA                                   | 2017年11月29日 | ASH                                                                                 | C/W：ONLY≠LONELY                           | 作詞：金井政人（BIGMAMA）                                                    |
| aint                                   | 2018年6月13日  | Moondrop/明日が来るまで                                                             | Moondrop                                   | 楽曲プロデュース：金井政人（BIGMAMA）                                        |
| Sexy Zone                              | 2019年10月23日 | 麒麟の子/Honey Honey                                                                | C/W：天空のロイヤルブルー                  | 作詞：金井政人（BIGMAMA）                                                    |
| Sexy Zone                              | 2020年2月5日   | POP × STEP!?                                                                        | C/W：まっすぐのススメ!                     | 作詞：金井政人（BIGMAMA）                                                    |
| M!LK                                   | 2020年3月11日  | Juvenilizm-青春主義-                                                                | C/W：LIGHT UP!                             | 作詞：金井政人（BIGMAMA）                                                    |
| LiSA                                   | 2020年10月14日 | LEO-NiNE                                                                            | わがままケット・シー                       | 作詞：金井政人（BIGMAMA）                                                    |
| LiSA                                   | 2020年10月14日 | 炎                                                                                  | C/W：My Friends Forever                    | 作詞：金井政人（BIGMAMA）                                                    |
| Sexy Zone                              | 2020年11月4日  | NOT FOUND                                                                           | NOT FOUND                                  | 作詞：渡辺拓也、金井政人（BIGMAMA）                                          |
| Sexy Zone                              | 2021年3月24日  | LET'S MUSIC                                                                         | Money Money                                | 作詞：金井政人（BIGMAMA）                                                    |
| 立花歩（坂泰斗）、吉良凰香（小林裕介） | 2021年9月24日  | 「VAZZROCK」bi-colorシリーズ3rdシーズン⑦「立花歩-aquamarine×pearl- ないものねだり」 | 人生桜花                                   | 作詞：金井政人（BIGMAMA）                                                    |
| Sexy Zone                              | 2023年6月7日   | Chapter Ⅱ                                                                           | せめて夢の中でだけは君を抱きしめて眠りたい | 作詞：金井政人（BIGMAMA）                                                    |
| ELAIZA                                 | 2023年10月11日 | スクラップ＆ビルド                                                                  | スクラップ＆ビルド                         | 作詞：金井政人（BIGMAMA）                                                    |
| MeseMoa.                               | 2023年11月4日  | White Wolf                                                                          | forget me not                              | 作詞、作曲：金井政人（BIGMAMA）                                              |
| 手越祐也                               | 2024年1月24日  | 絆 -KIZUNA-                                                                         | face to face                               | 作詞・作曲：金井政人 編曲：金井政人、永田範正                                |
| Sexy Zone                              | 2024年3月6日   | puzzle                                                                              | puzzle                                     | 作詞：金井政人（BIGMAMA） 作曲：浪岡真太郎（Penthouse）                      |
| ALLIE TH3Way                           | 2024年4月27日  | Natural Wink Killer                                                                 | Natural Wink Killer                        | 作詞・作曲・編曲：金井政人                                                   |
| LAYRUS LOOP                            | 2024年7月31日  | 心躍る方へ                                                                          | 心躍る方へ                                 | 楽曲プロデュース：金井政人                                                   |
| timelesz                               | 2024年11月20日 | because                                                                             | Birthday                                   | 作詞：金井政人、浪岡真太郎 / 作曲：浪岡真太郎 / 編曲：Hiromu（Hiromuトリオ） |
| LAYRUS LOOP                            | 2024年12月4日  | HAPPY BIRTHDAY                                                                      |                                            | プロデュース：金井政人                                                       |

## 著書
- ライフ・イズ・ミルフィーユ（2013年6月15日）
- 絵本 おやすみなさい～Sweet Dreams～（2014年4月15日）
- MAMAMANIA!!!!!（2016年6月24日）
- 絵本 眠らぬ街のメリーゴーランド（2017年2月10日）
- 涙は急に止まれない（2019年5月12日）
- あなたに訊きたい77のこと（2020年12月25日）
- 絵本 誰もがみんなサンタクロース（2021年11月17日）

## メディア
- SPACE SHOWER SWEET LOVE SHOWER 2017 開催記念SPECIAL（2017年8月3日）